# Université de Rzeszów
 (décembre 2023).
Si vous disposez d'ouvrages ou d'articles de référence ou si vous connaissez des sites web de qualité traitant du thème abordé ici, merci de compléter l'article en donnant les références utiles à sa vérifiabilité et en les liant à la section « Notes et références ».
L'université de Rzeszów (Uniwersytet Rzeszowski) est la plus grande université du Sud-Est de la Pologne.
Elle a ses origines en 1965, avec la création de l'École supérieure de pédagogie de Rzeszów (Wyższą Szkołę Pedagogiczną z siedzibą w Rzeszowie) sur la base de deux antennes (philologie-histoire et mathématiques-physique) de l'École supérieure de pédagogie de Cracovie (WSP).
En 1969, l'université Marie Curie-Skłodowska de Lublin ouvre une antenne, puis en 1973 l'Académie d'agriculture de Cracovie (Akademia Rolnicza im. Hugona Kołłątaja w Krakowie) ouvre une faculté d'économie.
Ces éléments sont regroupés à compter du 1er septembre 2001 pour constituer cette nouvelle université.

## Composition de l'université
L'université est composée de onze facultés :

### Faculté de biologie et d'agriculture (Wydział Biologiczno-Rolniczy)
- Architecture du paysage (architektura krajobrazu),
- Biologie (biologia),
- Agriculture (rolnictwo),
- Protection de l'environnement (ochrona środowiska),
- Technologie de l'alimentation et alimentation humaine (technologia żywności et żywienie człowieka).

### Faculté d'économie (Wydział Ekonomii)
- Économie.

### Faculté de philologie (lettres et langues) (Wydział Filologiczny)
- Philologie étrangère,
  - Philologie anglaise
  - Philologie allemande
  - Philologie russe
- Philologie polonaise.

### Faculté des sciences (Wydział Matematyczno-Przyrodniczy)
- Physique,
- Physique technique,
- Mathématiques,
- Informatique.

### Faculté de médecine (Wydział Medyczny)
- Diététique,
- Physiothérapie,
- Soins infirmiers,
- Obstétrique,
- Médecine d'urgence,
- Santé publique.

### Faculté de pédagogie et des arts (Wydział Pedagogiczno-Artystyczny)
- Éducation artistique et musicale (edukacja artystyczna w zakresie sztuki muzycznej),
- Pédagogie.

### Faculté de droit et d'administration (Wydział Prawa i Administracji)
- Droit,
- Études européennes,
- Administration.

### Faculté des sciences sociales et historiques (Wydział Socjologiczno-Historyczny)
- Archéologie,
- Histoire,
- Sociologie,
- Sciences politiques,
- Culture.

### Faculté des arts (Wydział Sztuki)
- Éducation artistique et arts plastiques (edukacja artystyczna w zakresie sztuk plastycznych),
- Graphique.

### Faculté d'éducation physique (Wydział Wychowania Fizycznego)

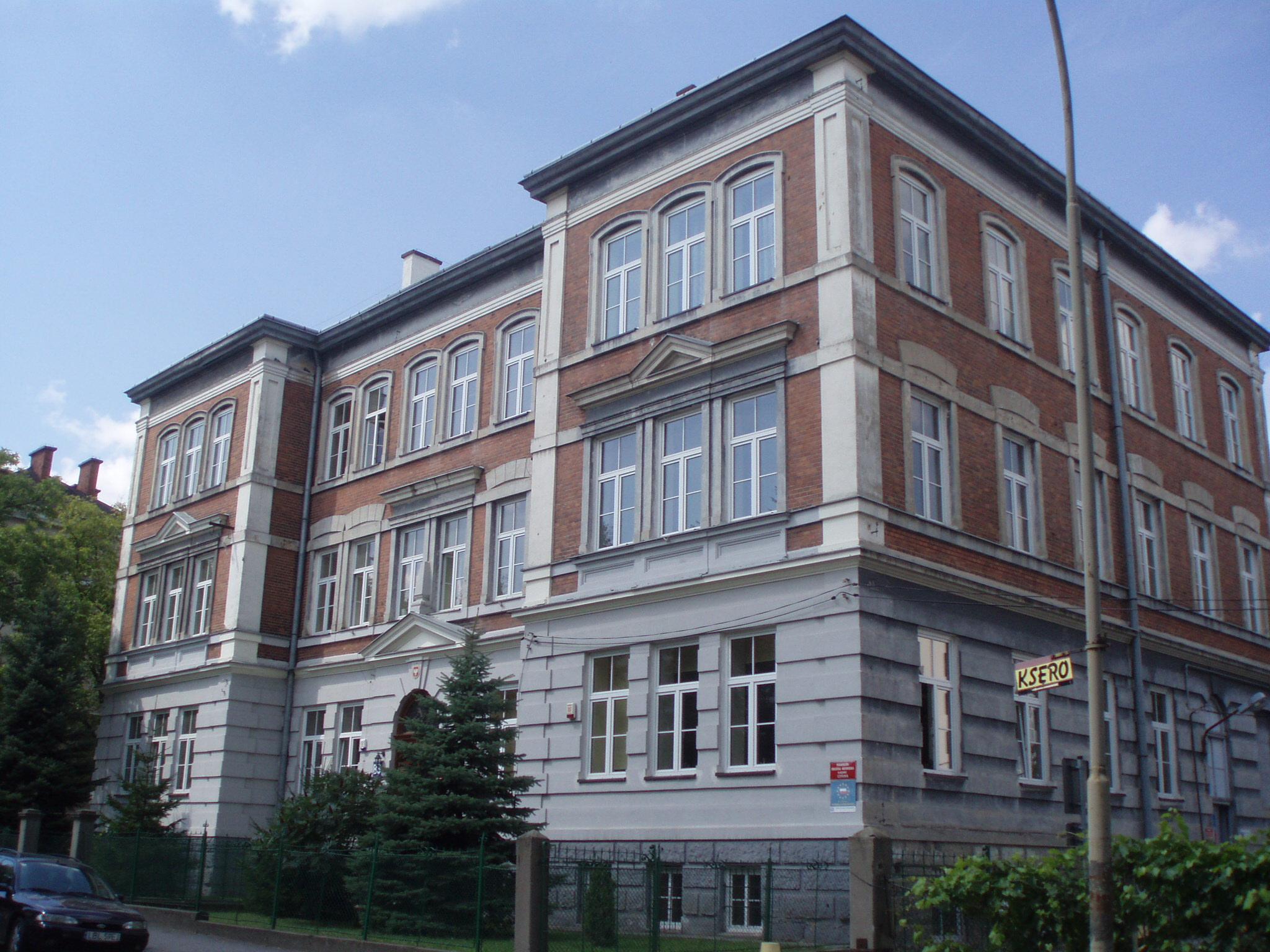
Le siège de la Faculté d'éducation physique rue Towarnicki

- Tourisme et loisirs (turystyka et rekreacja),
- Éducation physique (wychowanie fizyczne).

### Faculté de biotechnologie (Wydział Biotechnologii)
- Biotechnologie,
- Biologie.